# اختلال التوازن الارتباطي
في الوراثيات السكانية، الارتباط غير المتكافئ أو الارتباط غير المتزن هو خاصية تصف العلاقات غير العشوائية بين السمات الوراثية المختلفة (سواء كانت مرتبطة جينياً أم لا). ما يشير إليه الارتباط غير المتكافئ هو أنَّ السمتين المختلفتين (مثلاً المسببة لمرض وأخرى للإدغام الجيني) تظهران معاً بشكل أكبر أو أقل من ذلك المتوقع بحسب التشكيل العشوائي لمجموعة السمات بناءً على تواتر كل منها فقط. هذه السمات المختلفة تتمثل بالألائل التي تحتل مواضع كروموسومية مختلفة، وليس بالضرورة على نفس الكروموسوم.
الارتباط غير المتكافئ والارتباط الجيني ليسا نفس الشيء. فهذا الأخير يشير إلى ظهور مواقع جينية على نفس الكروموسوم بقدر محدود من التأشيب الجيني، أي بدون أن تتفرق كثيراً. مقدار اختلال تكافؤ الارتباط يعتمد على مقدار الفرق بين التواترات الأليلية الملاحظة وبين تلك المتوقعة (بافتراض التوزيعات العشوائية). التجمعات التي تظهر فيها مجموعات ألائل بنسب مطابقة لتلك المتوقعة تكون بحالة تكافؤ ارتباط، فاختلال تكافؤ الارتباط لديها يساوي صفر.
مستوى اختلال تكافؤ الارتباط يتأثر بعدة عوامل، بما فيها الارتباط الجيني، الاصطفاء الطبيعي، معدل التأشيب، معدل الطفور، الانحراف الجيني، التزاوج غير العشوائي، ومبنى التجمع.

## خلفية
قانون مندل الثاني، قانون التوزيع المستقل، ينص على أنَّ توريث سمة معينة من الأبوين للنسل يكون مستقلا عن توريث أي سمة أخرى. أي أنَّ السمات غير مرتبطة ببعضها البعض، وتوريث واحدة منها لا يؤثر على توريث باقي السمات بأي شكل من الأشكال. هذه القاعدة هي صحيحة فقط في حال السمات غير المرتبطة. السمات تحددها الألائل، أشكال مختلفة من الجين تحتل مواقع معينة على الكروموسوم تسمى بالمواقع الكروموسومية. الألائل التي تحتل مواضع كروموسومية متقاربة أو متجاورة تميل لأن تورث سوياً. أي أنها مرتبطة جينيا ببعضها البعض. الأمر مشابه لتوزيع ورق الكوتشينة، فالأوراق المتجاورة تميل أكثر لأن توزع سوياً من الأوراق المتباعدة. إن لم تكن الألائل مترابطة، فإن احتمال توريثها سويا يقاس بتواتراتها (أي نسبة عدد نسخ أليل معين من النسخ الكلية لكل الألائل). فالتجمعات التي تظهر بها ألائل معينة بصورة مطابقة لما تم توقعه عن طريق حساب التوزيع العشوائي المبني على مقدار تواتر كل أليل، فإنها تكون في ارتباط متكافئ أو متزن. أما الارتباط غير المتكافئ أو غير المتزن يحدث حين تكون الألائل أو السمات مرتبطة. فعندها هناك عوامل أخرى تحدد احتمال ظهورها معاً غير تواتراتها، مثل التقارب الموضعي. ونتيجة لذلك، يختلف عدد مرات ظهورها معا عن ذلك المتوقع بالتوزيع العشوائي، إذ أنَّ الملاحظ قد يكون أكبر أو أقل من المتوقع. وهذا ما يسمى بالارتباط غير المتكافئ.
وهنا التواتر الأليلي لا يكون كافياً لوصف حركية الألائل في التجمعات الطبيعية، إذ يجب التعامل مع العلاقات والروابط غير العشوائية بين ألائل الجينات المختلفة، أي اختلال تكافؤ الارتباط. اختلال تكافؤ الارتباط قد تحدث حتى وإن لم تكن الجينات مرتبطة. وكون الجينات مرتبطة لا يعني بالضرورة أن يحدث اختلال تكافؤ ارتباط.

## حساب اختلال تكافؤ الارتباط
مقدار اختلال تكافؤ الارتباط يًقاس عن طريق حساب انحراف التواتر المتوقع للنمط الفرداني أو المشيج عن الملاحظ.
فإن تواجد الموقعان الكروموسوميان A وB، ولكل منهما أليلين (A1، A2، B1، وB2)، فسيكون هناك أربع توليفات محتملة للأنماط الفردية أو الأمشاج.
| المشيج                     | التواتر                |
| -------------------------- | ---------------------- |
| {\displaystyle A_{1}B_{1}} | {\displaystyle x_{11}} |
| {\displaystyle A_{1}B_{2}} | {\displaystyle x_{12}} |
| {\displaystyle A_{2}B_{1}} | {\displaystyle x_{21}} |
| {\displaystyle A_{2}B_{2}} | {\displaystyle x_{22}} |

يمكن التعبير عن تواترات الألائل من حيث تواترات الأمشاج:
| الأليل                | التواتر                             |
| --------------------- | ----------------------------------- |
| {\displaystyle A_{1}} | {\displaystyle p_{1}=x_{11}+x_{12}} |
| {\displaystyle A_{2}} | {\displaystyle p_{2}=x_{21}+x_{22}} |
| {\displaystyle B_{1}} | {\displaystyle q_{1}=x_{11}+x_{21}} |
| {\displaystyle B_{2}} | {\displaystyle q_{2}=x_{12}+x_{22}} |

لاحظ أنَّ {\displaystyle p_{1}+p_{2}=1} وأنَّ {\displaystyle q_{1}+q_{2}=1}.
عندما تكون العلاقات بين الألائل عشوائية، بمعنى أنها مستقلة عن بعضها البعض، فعندها تواترات الأمشاج تكون مساوية لنواتج تواترات الألائل التي تحتويها. أي أنَّ:
{\displaystyle x_{11}=p_{1}q_{1}}

{\displaystyle x_{12}=p_{1}q_{2}}

{\displaystyle x_{21}=p_{2}q_{1}}

{\displaystyle x_{22}=p_{2}q_{2}}
في هذه الحالة لا يوجد اختلال تكافؤ في الارتباط، وبالإمكان الوصول بدقة لتواترات الأمشاج بالاستناد إلى تواترات الألائل.
إن لم تكن العلاقات بين الألائل عشوائية، فإنه يكون هنالك انحرافاً ({\displaystyle D}) في التواترات المتوقعة:

{\displaystyle x_{11}=p_{1}q_{1}+D}

{\displaystyle x_{12}=p_{1}q_{2}-D}

{\displaystyle x_{21}=p_{2}q_{1}-D}

{\displaystyle x_{22}=p_{2}q_{2}+D}
هذا الانحراف بين الملاحظ والمتوقع هو مقدار، يًطلق عليه اختلال تكافؤ الارتباط. ويًشار إليه بالحرف الكبير {\displaystyle D}.